# Río Malargüe
Río Malargüe är ett vattendrag i Argentina.   Det ligger i provinsen Mendoza, i den centrala delen av landet, 1 000 km väster om huvudstaden Buenos Aires. Río Malargüe mynnar ut i sjön Laguna Llancanelo.
Omgivningarna runt Río Malargüe är i huvudsak ett öppet busklandskap. Trakten runt Río Malargüe är nära nog obefolkad, med mindre än två invånare per kvadratkilometer.